# La Nouvelle Typographie (livre)
Pour les articles homonymes, voir La Nouvelle Typographie.
La Nouvelle Typographie (Die Neue Typographie) est un ouvrage publié en 1928 par Jan Tschichold à la maison d'édition de l'association éducative des imprimeurs de livres allemands. Son sous-titre Un manuel pour des créateurs de leur temps annonce l'ambition de ce manifeste : servir de guide pratique à l'industrie du livre alors en pleine industrialisation. Ce livre emblématique marquera l'histoire du graphisme et de l'édition du XXe siècle.

## Contexte
Formé à l'Académie des métiers du livre et des arts graphiques de Leipzig, Jan Tschichold pratique initialement son métier selon les codes classiques qui n'ont alors que peu évolué depuis la naissance de l'imprimerie. Fortement influencé par le Bauhaus à partir de 1923, il évolue dans sa pratique vers une approche moderniste, posant les bases de ce que sera le design typographique moderne. Après plusieurs années d'activité, en tant que maquettiste, dessinateur de caractères, mais aussi enseignant (notamment sous la direction de Paul Renner), il publie La Nouvelle Typographie, synthèse de ses apprentissages et manifeste pour une évolution de son métier.
Plus généralement, cet ouvrage trouve sa place dans un mouvement international de réforme des arts graphiques et décoratifs, avec notamment le Bauhaus, le mouvement De Stijl, ou encore les avant-gardes russes.

## Grands thèmes de l'ouvrage
L'ouvrage, riche et complet, aborde un grand nombre de sujets liés à la conception de livres et de documents imprimés (fascicules, catalogues, cartes de correspondance...). Jan Tschichold y plaide notamment pour plusieurs réformes :
- L'utilisation universelle de caractères bâtons, la suppression des caractères capitaux.
- La standardisation des formats d'impressions, en se prononçant pour la norme DIN alors en cours de diffusion, qui imposera les formats A3, A4, A5...
- La hiérarchisation du contenu et de l'information.
- Des règles de mises en page en rupture avec les habitudes classiques : Compositions asymétriques, grilles modulaires, utilisation de l'illustration photographique...

## Fondements philosophiques
Plus qu'un simple manuel professionnel destiné à ses pairs, ce livre dévoile une philosophie plus globale dont le graphisme et l'imprimerie sont des applications au même titre que pourraient l'être l'architecture, le design de mobilier, le cinéma, l'art... Cette approche moderniste voit de nombreux bénéfices dans l'industrialisation, la standardisation, la mécanisation : amélioration de la qualité de vie, émancipation de l'humain et diminution des inégalités, diffusion du savoir et de l'esthétisme.
Il est par ailleurs important de noter que plusieurs années après la parution du livre, Jan Tschishold s'éloignera du dogmatisme du mouvement moderniste et nuancera son approche.

## Réédition
Une réédition française, traduite de l'allemand a été publiée en 2016 aux éditions Entremonde, avec le soutien du Centre national des arts plastiques.